# Fräschels
Fräschels (tên tiếng Pháp: Frasses) là một đô thị trong huyện See thuộc bang Fribourg ở Thụy Sĩ.